# Ergänzungsfrage
Die Ergänzungsfrage (auch: Bestimmungsfrage, Satzgliedfrage, W-Frage) ist ein Typ von Fragesatz. Ergänzungsfragen werden im Deutschen dadurch gekennzeichnet, dass ein Interrogativpronomen oder Interrogativadverb den Satz einleitet. Diese Fragewörter haben im Deutschen alle an erster Stelle den Buchstaben <w> und werden daher auch als W-Wörter bezeichnet: wer, welcher, wann, wo usw.
Die Ergänzungsfrage bildet einen Gegensatz zum Satztyp der Entscheidungsfrage, die mit ja oder nein beantwortet wird. Die Antwort auf eine Ergänzungsfrage kann dagegen in der Nennung eines Satzteils bestehen, der eine fehlende Information bezeichnet, also die Angabe einer Person oder Sache, eines Geschehens oder Zustands oder näherer Umstände solcher Situationen.

## Einteilung nach erfragtem Satzglied
Ergänzungsfragen können mit Bezug auf fast alle Satzglieder, sowie auch für Attribute formuliert werden. Eine Ausnahme bilden allerdings manche Satzadverbiale, weil Satzadverbiale Inhalte transportieren können, die nicht zur Aussage des Satzes (dem propositionalen Gehalt) gehören. Beispiele für solche nicht-erfragbaren Satzglieder sind Adverbien wie vielleicht, dummerweise.
Die Antwort auf eine Ergänzungsfrage kann aus der Nennung des erfragten Satzteils alleine bestehen oder aus einem ganzen Satz, in dem die erfragte Einheit durch Betonung oder Wortstellung als neue Information hervorgehoben ist (Großschreibung symbolisiert im folgenden die Betonung).
Da alle Satzgliedtypen auch durch Nebensätze (Gliedsätze) ausgedrückt werden können, kann eine Ergänzungsfrage auch durch einen Nebensatz beantwortet werden; dies geschieht dann in genau paralleler Weise durch Nennung des Nebensatzes allein, oder durch Nennung des gesamten Gefüges Hauptsatz + Nebensatz, mit entsprechender Hervorhebung des Nebensatzes. Ein Beispiel hierfür befindet sich unten im zweiten Punkt, „Frage nach Umständen“ (mehr dazu auch unter Inhaltssatz#Probe zum Nachweis von Inhaltssätzen).
Im Folgenden ist das Erfragen der unterschiedlichen Satzgliedtypen mit einigen Beispielen illustriert (für eine vollständige Liste von Fragewörtern siehe W-Wort #Übersicht):
- Frage nach einem Teilnehmer der Situation (im weitesten Sinn; das Fragewort steht für Subjekt oder Objekt des Satzes):

Wer hat das gesagt? – Antwort: Meine Nachbarin. Oder: Das hat meine NACHbarin gesagt / Meine NACHbarin hat das gesagt.
Was hat sie gesagt?
Wem vertraust du mehr?
Worauf wartest du? (Frage nach einem Präpositionalobjekt)
- Frage nach Umständen (das Fragewort steht für eine Adverbiale Bestimmung):

Wo wollen wir uns morgen treffen? – Antwort: Im Biergarten. (Ortsadverbial)
Wie schaltet man das aus? – Antwort: (Man schaltet das aus,) indem man diese Taste eine Zeitlang gedrückt hält. (Frage nach der Art und Weise; Antwort in diesem Beispiel mit einem Modalsatz)
Der Frageausdruck ist hier meistens ein Frageadverb. Zu beachten ist, dass das Fragewort wie mehrdeutig ist, siehe den gleich folgenden Punkt.
- Frage nach einer Eigenschaft – als Satzgliedfrage: das Fragewort steht für ein Prädikativum:

Was ist das?
Als was bist du denn verkleidet?
Wie hat er das Haus verlassen? – Antwort: (Er hat das Haus) in größter Unordnung (verlassen). Hier erfragt wie den Zustand des Hauses zum Zeitpunkt des Verlassens (erfragt also ein sogenanntes sekundäres Prädikativum). Die Frage ließe sich aber auch als Frage nach einem Art-und-Weise-Adverbial deuten: Wie hat er das Haus verlassen? – Antwort: Zu Fuß.
Zur Unterscheidung von diesen Standardfällen der Satzgliedfrage gibt es zwei anders gelagerte Fälle:
- Frage nach einem Attribut (die Frageausdrücke und die Antworten sind hier keine Satzglieder):

Welchen Wein soll ich aufmachen? – Antwort: Den roten.
Wessen Auto ist das? – Antwort: Peters.
- Frage nach einer Situation als ganzer:

Was ist los? – Antwort z. B.: Es ist jemand in Ohnmacht gefallen.
Grammatisch gesehen ist dies eine Subjekt-Frage (siehe den ersten Punkt dieser Aufzählung). Die Antwort besteht hier allerdings aus einem ganzen Satz ohne Hervorhebung und mit neutraler Satzbetonung, also hier leichter Akzent auf OHNmacht. Obwohl die Antwort ein ganzer Satz ist, ist dies trotzdem keine Entscheidungsfrage gewesen, weil mit der Frage keine ja/nein-Alternative aufgemacht worden ist.

## Syntax
Im Deutschen bildet in Ergänzungsfragesätzen das Fragewort immer den Satzanfang, d. h. steht im Vorfeld, so wie in den obigen Beispielsätzen: Wer hat das gesagt? etc. (siehe den Artikel Interrogativpronomen für abweichende Stellungen von W-Wörtern in anderen Satztypen). Als Hauptsätze sind Ergänzungsfragen im Deutschen also Verbzweit-Sätze, genauso wie Aussagesätze. Im Unterschied hierzu können im Englischen Ergänzungsfragen eine andere Wortstellung haben als Aussagesätze, nämlich wenn sie Inversion verursachen. Es gibt auch Sprachen, in denen Fragewörter grundsätzlich dieselbe Position im Satz beibehalten, die das erfragte Satzglied sonst immer einnimmt (in der Linguistik als „W-in situ“ bezeichnet). Besonders typisch ist dies für SOV-Sprachen, ein klassisches Beispiel ist aber auch das Chinesische (siehe das hier verlinkte Beispiel).
Nebensätze können im Deutschen ebenfalls von einem W-Wort im Vorfeld eingeleitet werden (dann aber mit Endstellung des Verbs), sie ergeben dann einen sogenannten indirekten Fragesatz: Ich frage mich, wo wir uns morgen treffen sollen. In der deutschen Grammatik werden in der Regel nur die Hauptsatz-Fragen als Ergänzungsfragen bezeichnet, denn sie werden definiert als Fragen, die einen bestimmten Satzteil als Antwort verlangen.

## Ergänzungsfragen und Mehrfachfragen
Es kann mehr als ein Fragewort im Satz geben, dies ergibt eine sogenannte Mehrfachfrage. Eines der W-Wörter steht auch dann satzeinleitend, weitere Fragewörter im Satzinneren. Beispiel: Wer hat was mitgebracht? Die Antwort auf eine solche Frage besteht in diesem Fall in einer Liste von Paaren, etwa: „Anton (hat) den Nudelsalat (mitgebracht), Claudia den Tomatensalat und Sigrid den Kartoffelsalat.“ Da die Antwort nicht in „einem Satzteil“ besteht, werden Mehrfachfragen in der deutsche Grammatik nicht als Ergänzungsfragen bezeichnet, sondern werden als eigener Typ den Ergänzungsfragen gegenübergestellt.
Manchmal ergeben sich allerdings auch Mehrfachfragen mit nur einem einzigen Fragewort, hier entsteht dann eine Ambiguität mit einer Ergänzungsfrage. Zum Beispiel kann man auf die obige Listen-Antwort auch mit der Frage zielen: „Was hat jeder mitgebracht?“. In einer Lesart dieses Fragesatzes (gesprochen dann mit unbetontem „jeder“) wirken statt zwei Fragewörtern das Fragewort was und der Quantor jeder zusammen, um eine Mehrfachantwort aufzurufen, nämlich: „Sage mir für jeden (aus einer gegebenen Gruppe), was der mitgebracht hat.“ Die andere Lesart (in der Regel mit betontem „jeder“) ist eine normale Ergänzungsfrage und fragt nach einem Typ von Gegenstand, für den gilt, dass jeder so etwas mitgebracht hat.